# Åke Seyffarth
Karl Åke Seyffarth (* 15. Dezember 1919 in Stockholm; † 1. Januar 1998 in Mora, Dalarnas län) war ein schwedischer Eisschnellläufer.

## Karriere
Bei den Olympischen Winterspielen 1948 in St. Moritz wurde er Olympiasieger über 10.000 m und gewann die Silbermedaille über 1500 m. Über 5000 m belegte er den 7. Platz.
Ein Jahr zuvor hatte Seyffarth, der während des Zweiten Weltkriegs in der Schweiz trainierte und dort zwei Weltrekorde aufgestellt hatte, die erste Mehrkampf-Europameisterschaft nach dem Zweiten Weltkrieg gewonnen. Seyffarth war auch als Radrennfahrer erfolgreich und gewann drei nationale Titel im Radsport. 1941 und 1942 siegte er im Solleröloppet.

## Erfolge
- 1947: Europameister im Mehrkampf
- 1948: olympische Goldmedaille über 10.000 m, Silbermedaille über 1500 m.